# Симоновский, Пётр Иванович
Пётр Иванович Симоновский (укр. Симоновський Петро Іванович; 1717—1809) — украинский историк; сотник Киевского полка, земский судья Остерского уезда.

## Биография
Пётр Симоновский родился в 1717 году. По окончании курса в Киевской духовной академии продолжил учёбу в Варшавском университете (где впоследствии и сам преподавал). Благодаря тому что малороссийский генеральный подскарбий В. А. Гудович пригласил сопровождать его детей за границу, Симоновский мог слушать лекции профессоров Кенигсбергского, Лейпцигского, Галльского и других европейских университетов, а также побывал в Париже. По возвращении в Малороссию проходил службу в Генеральной войсковой канцелярии.
Около 1765 года Симоновский составил историю украинского казачества озаглавленную: «Краткое описание о казацком малороссийском народе и о военных его делах, собранное из разных историй иностранных: немецкой — Бюшинга, латинской — Безольди, французской — Шевалье и разных русских». Оно напечатано в № 2 «Чтениях Московского общества истории и древностей российских», за 1847 год. Автор начинает свой труд с объяснения слова «казак», потом переходит к первому гетману князю Рожинскому; весь материал излагает по гетманам, передает в сжатом виде только факты, главным образом, из внешней истории Малороссии, иногда приводит документы и оканчивает свою историю избранием в 1750 году в гетманы графа Разумовского. До некоторой степени проглядывает его неприязнь к событиям своего времени, и, может быть, поэтому Симоновский воздержался от их описания. Это — один из ценных трудов, посвященных местной истории Малороссии и вызванных воспоминаниями о её недавней политической самостоятельности, как, например, труды Шафонского, Ханенка, Регельмана, Марковича.
Также Симоновский участвовал в редактировании, а возможно, и в составлении «Топографического описання Киевского наместничества» (рукопись 1786 г.). 
Пётр Иванович Симоновский умер в 1809 году в Киеве.